# Museo civico (Casale Monferrato)
Il Museo Civico di Casale Monferrato ha sede nell'antico convento agostiniano di Santa Croce, affrescato all'inizio del Seicento da Guglielmo Caccia detto il Moncalvo (Montabone 1568-Moncalvo 1625). Nelle ventiquattro sale sono ordinate oltre cinquecento opere suddivise nei settori Pinacoteca, Gipsoteca Leonardo Bistolfi e Sala Vidua.

## Pinacoteca

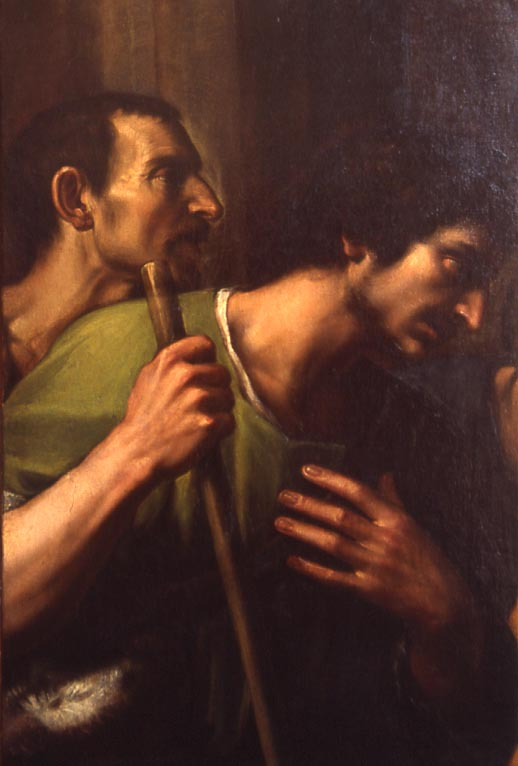
Giuseppe Vermiglio, Due pastori

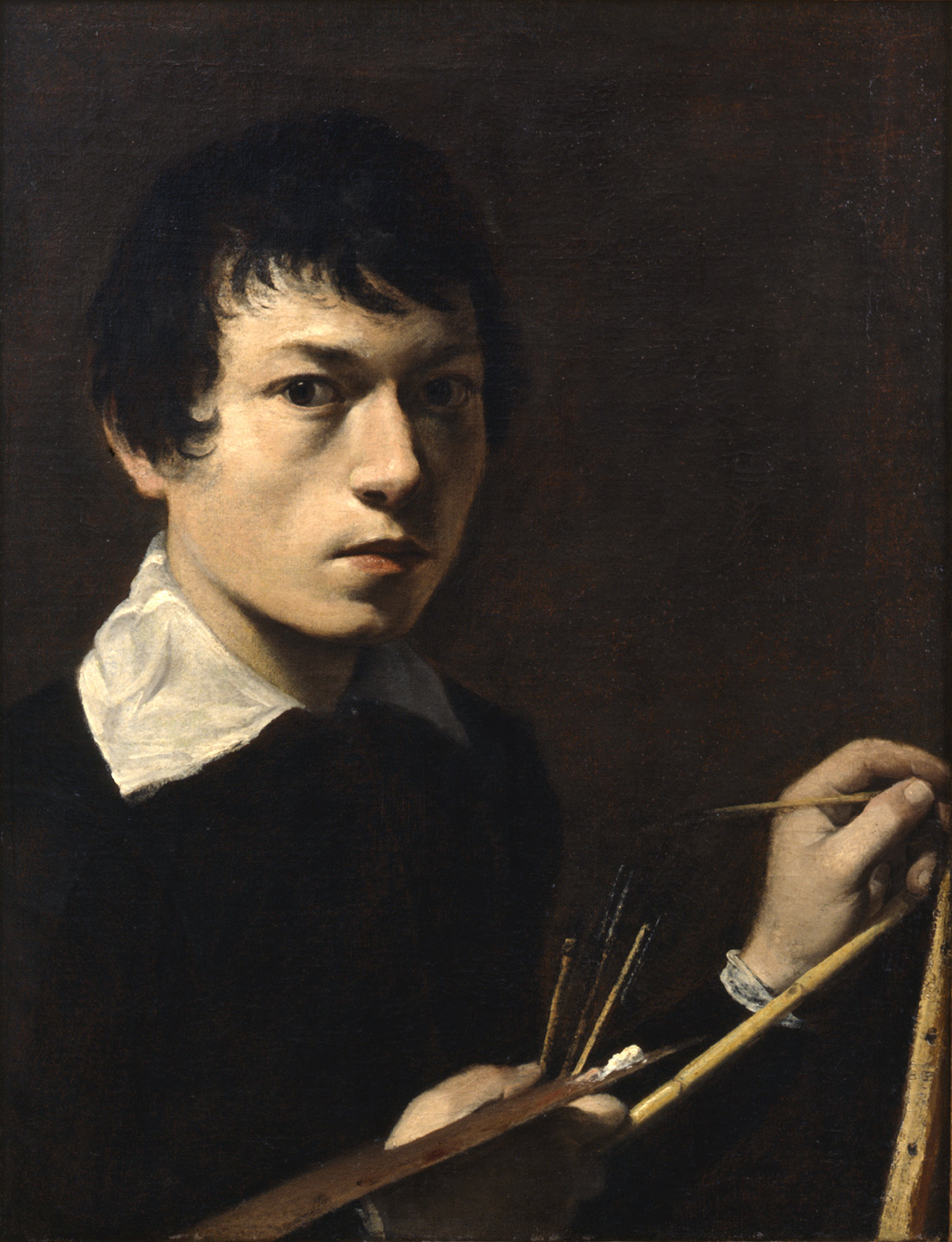
Niccolò Musso, Autoritratto

La pinacoteca, collocata al primo piano, si apre sulla galleria del Settecento, periodo particolarmente felice per le arti in città, rappresentato da Pietro Francesco Guala (Casale M. 1698 - Milano 1757), importante artista della prima metà del secolo: sulle pareti La battaglia degli Albigesi e Il Giudizio di Salomone. Nelle sale seguenti il visitatore incontra il grande polittico su fondo oro di area valenciana della fine del Trecento, dipinti di pittori fiamminghi e busti di imperatori romani collezionati dal banchiere di origine casalese Giuseppe Raffaele Vitta, fondatore del Credito Lionese. 
Dal loggiato ha inizio il percorso cronologico: i bassorilievi in marmo e in terracotta, le tavolette dipinte con ritratti e simboli araldici attribuiti a maestranze lombarde, lo stendardo di Martino Spanzotti (Casale M. 1450-1526?) sono rappresentativi della cultura fiorita a Casale, antica capitale del Marchesato del Monferrato, alla fine del Quattrocento. Seguono le tele della bottega di Guglielmo Caccia, tra le quali un San Rocco del 1608. Un nutrito nucleo di dipinti di Seicento comprende, oltre ad opere di ambito fiammingo, lombardo, ligure, l'Autoritratto di Niccolò Musso (Casale M.1585-1622?), l’Adorazione dei pastori di Giuseppe Vermiglio (Milano?1587-post 1635), Santa Caterina di Francesco Cairo (Milano 1607-1665), e uno stendardo di Maffeo da Verona (Verona 1576-Venezia 1618) datato 1612. All'inizio del Settecento è da far risalire il gruppo statuario de La Vergine e San Giuseppe della bottega lombarda del Cassina. Nelle sale dell'Ottocento sono presenti opere di Eleuterio Pagliano (Casale M.1826–Milano 1903), raffiguranti San Luigi Gonzaga, Ritratto di Giuseppe Garibaldi e busti eseguiti dal ligure Santo Varni e dal lombardo Odoardo Tabacchi. A completare la rassegna della pittura della fine del XIX secolo si è aggiunta l'acquisizione in deposito di una quindicina di quadri di Angelo Morbelli (Alessandria 1853-Milano 1919) che, insieme alle sculture di Leonardo Bistolfi, consentono al visitatore di fruire delle opere di due grandi protagonisti dell'arte italiana.
Tangenti al percorso principale si aprono alcuni ambienti con raccolte a tema: nelle sale Levi Graziadi sono conservate statue lignee tra cui San Giacomo, opera di un anonimo scultore spagnolo dell'inizio del XIII secolo e dalle botteghe francesi del Quattrocento giungono la Pleureuse e La Deposizione dalla croce. Fanno parte della stessa collezione anche un gruppo di ceramiche provenienti dall'area centroitaliana. All'urbinate Orazio Fontana è da assegnare un orciuolo della metà del Cinquecento.
La sala dedicata a Noemi Gabrielli, ex Soprintendente alle gallerie del Piemonte, racchiude opere in deposito provenienti dal territorio monferrino: sculture lignee, tavolette attribuite ad Aimo Volpi (Casale M., notizie dal 1491 al 1524), collaboratore di Martino Spanzotti, tele di Guala.

## Gipsoteca

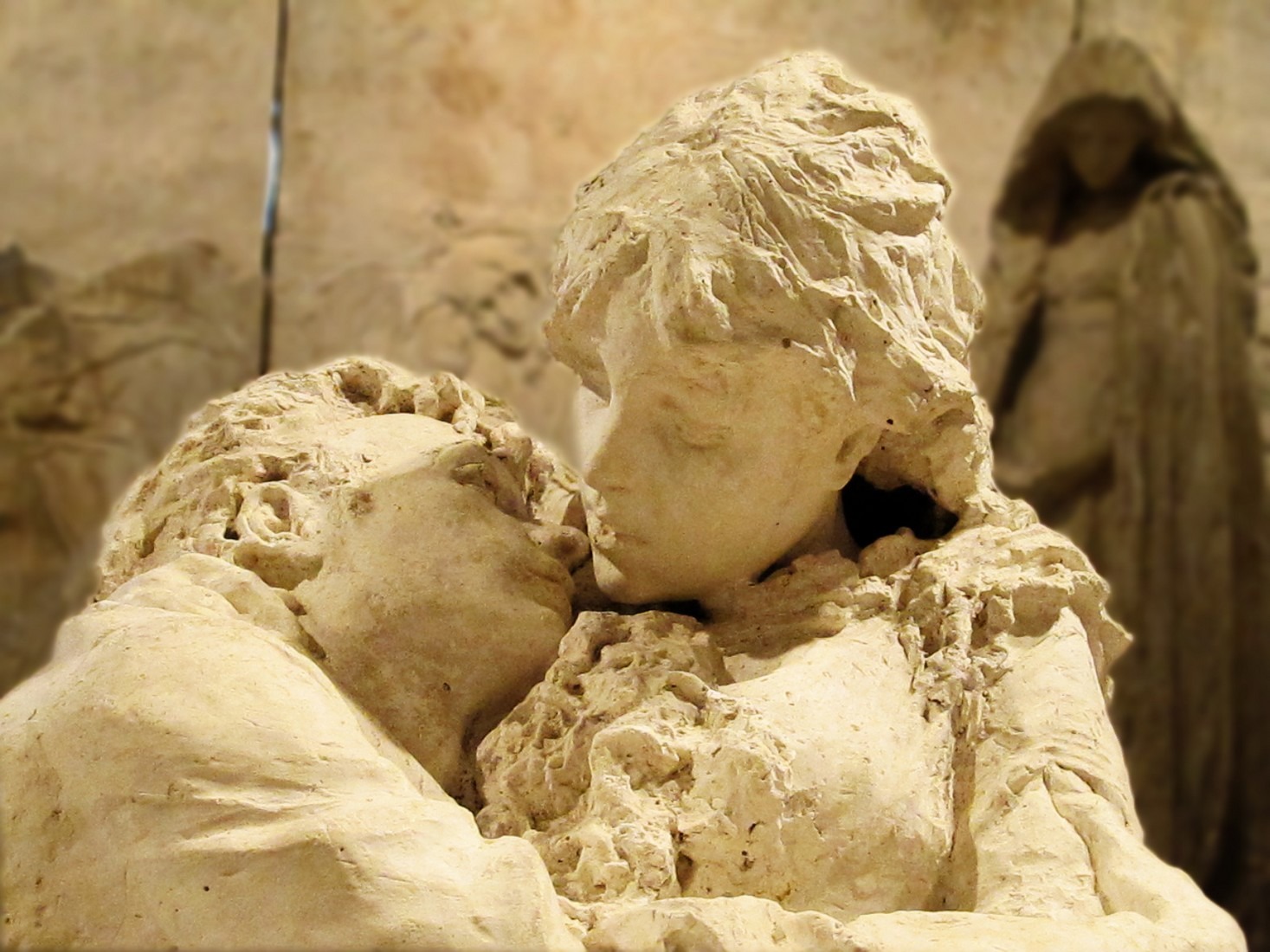
Leonardo Bistolfi, Gli Amanti

Al pian terreno del Museo Civico è situata la Gipsoteca Leonardo Bistolfi. 
Costituita da cinque sale, propone oltre centosettanta opere fra terrecotte, disegni, plastiline, bozzetti e modelli in gesso, marmi e bronzi; sculture che provengono per la maggior parte dalla collezione del banchiere casalese Camillo Venesio e da donazioni e prestiti di eredi dello scultore.
La Gipsoteca offre anche l'occasione di comprendere le varie fasi del procedimento artistico, dalla prima intuizione espressa nella creta, al successivo bozzetto in gesso, al modello definitivo che concretizzava l'idea finale dello scultore. Il modello è fondamentale, poiché costituisce la definitiva realizzazione dell'opera prima della trasposizione in marmo o bronzo.
Le opere esposte in Gipsoteca documentano il lungo percorso artistico di Bistolfi, dal primo gusto verista alle influenze della Scapigliatura milanese alla definizione della personalissima adesione a Simbolismo e Liberty: ne sono esempi Il boaro (1885), gli Amanti (1883), La sfinge (1890), Il dolore confortato dalle memorie (1892), Il funerale di una vergine (1899), La bellezza liberata dalla materia (1899) realizzato per il Museo Segantini di Saint Moritz. 
Di grande intensità sono i piccoli bassorilievi commemorativi, definiti da sottile modellato e contraddistinti dalla fluidità e sinuosità del tratto: Targa per la Cassa di Risparmio di Cuneo (1905), Targa per Cesare Vivante (1907), e i rilievi per il Monumento a Garibaldi di Sanremo (1907). 
I grandi monumenti realizzati del primo Novecento propongono figure femminili imponenti e ieratiche quali La patria, Il desiderio della riva lontana (monumento commemorativo a Zanardelli), Verso la luce. 
Tra le ultime opere, a conclusione di una vicenda artistica e umana straordinaria, il Monumento a Carducci di Bologna e la statua equestre a Garibaldi di Savona che lasciano intravedere un nuovo linguaggio artistico dalle forme asciutte, dense, compatte.

## Nuova Collezione Bistolfi
Nel 2022 è stata inaugurata la nuova Collezione Leonardo Bistolfi, composta da circa 250 opere scultoree, 300 disegni, 50 tavolette dipinte e 35 taccuini con schizzi e appunti donati dagli eredi dell'artista, che vanno ad arricchire la collezione già presente in Gipsoteca.

## Collezione Vidua
Una sala ipogea ospita infine la straordinaria collezione etnografica del conte Carlo Vidua, casalese di nascita, che dal 1818, quasi ininterrottamente, viaggerà per i cinque continenti, morendo per un incidente, nel 1830, in Indonesia. Donata dalla contessa Clara Leardi nel 1854, tale raccolta costituisce il nucleo collezionistico iniziale del Museo Civico e conserva oggetti, libri, dipinti e reperti frutto delle lunghe peregrinazioni di Vidua che sono da considerarsi un unicum sul territorio piemontese e si pongono a livello nazionale e internazionale per rarità ed eterogeneità dei materiali.